# Mike Stern
Mike Stern (Boston, 10 de enero de 1953) es un guitarrista estadounidense de jazz. Ha trabajado con músicos como Miles Davis, Stan Getz, Jaco Pastorius, Joe Henderson, Jim Hall, Pat Martino, Tom Harrell, Arturo Sandoval, Tiger Okoshi, Michael Brecker, Bob Berg, David Sanborn, Steps Ahead y los Brecker Brothers.
Graduado en el Berklee College of Music de Boston, se orientó hacia el jazz desde su formación. Se unió a Blood, Sweat & Tears durante una gira en 1977 y participó en tres de sus discos: In Concert, More than ever y Brand New Day. Desde entonces ha trabajado con multitud de músicos, destacando su colaboración con Miles Davis desde 1981 hasta 1983. 
Su primer álbum de estudio, Upside Downside, salió al mercado en 1986 en el sello Atlantic Records, y contó con la colaboración de Jaco Pastorius, David Sanborn y Bob Berg. Su segundo trabajo, titulado Time in Place, fue publicado en 1988 e incluye a Peter Erskine en la batería, Jim Beard en el teclado, Jeff Andrews en el bajo, Don Alias en la percusión y Don Grolnick al órgano. A este disco le siguió Jigsaw un año después, cuando formó un grupo con Berg, Dennis Chambers y Lincoln Goines que duró hasta 1992. En 1993 grabó su mejor disco, Standards (And Other Songs), que le valió para ser proclamado como «Mejor guitarrista del año» por la revista Guitar Player. 
Ha realizado varios álbumes con su esposa, Leni Stern (1952-).
Recibió dos nominaciones a los premios Grammy en 1994 y 1996 por los discos Is What It Is y Between the Lines. 

## Discografía en solitario
- Neesh (1983)
- Upside Downside (1986)
- Time in Place (1988)
- Jigsaw (1989)
- Odds or Evens (1991)
- Standards and Other Songs (1992)
- Is What It Is (1994)
- Between the Lines (1996)
- Give and Take (1997)
- Play (1999)
- Voices (2001)
- These Times (2004)
- Who Let the Cats Out? (2006)
- Big Neighborhood (2009)
- All over the Place (2012)

- Eclectic (Heads Up, 2014) con Eric Johnson
- Trip (2017)